# Wildenloh
Wildenloh ist ein Ortsteil der Gemeinde Edewecht im niedersächsischen Landkreis Ammerland. Er grenzt im Norden an das zur Gemeinde Bad Zwischenahn gehörende Petersfehn, im Osten an die Stadtteile Bloherfelde und Eversten der Stadt Oldenburg und im Südwesten an das ebenfalls zu Edewecht gehörende Friedrichsfehn, zu dem der Ort gehörte, bis er am 4. August 1986 eine eigenständige Bauerschaft wurde.

## Geschichte
Namensgebend für den Ort ist der gleichnamige Staatsforst Wildenloh, an dessen Nordostrand sich die Siedlung befindet. Dieser ist vermutlich der Rest eines weitläufigen Waldgebietes, das sich einst von Oldenburg bis über Friedrichsfehn und Klein-Scharrel hinaus erstreckte und vor gut 8000 Jahren im sich ausbreitenden Wildenlohs Moor versank. Reste dieses Waldgebietes sind der heutige „Große Wildenloh“ und der „Kleine Wildenloh“, da sie als trockenere Geestinseln der Eversterner Geest mit einer Höhe von etwa 15 m über NN aus dem umgebenden Wildenlohs Moor herausragen.
Im 17. Jahrhundert wurde mit der Entwässerung des Wildenlohs Moor begonnen, um es für den Torfabbau nutzbar zu machen. Startpunkt der Kolonisierung des Wildenlohsmoores war 1830 der Bau einer das Moor in direkter west-östlicher Richtung durchquerenden Straßenverbindung zwischen Oldenburg und Edewecht. Dieser Weg war bis 1840 fertiggestellt. Etwa zu dieser Zeit wurde westlich des „Kleinen Wildenlohs“ Friedrichsfehn und Petersfehn gegründet, die erste Besiedlung der heutigen Ortschaft Wildenloh erfolgte Anfang des 20. Jahrhunderts.
Mit Mitteln des Deutschen Sportbundeses, des Landkreises Ammerland und der Gemeinde wurde im Wildenloh ein Trimm-Dich-Pfad aus 3000 m langer Laufstrecke, mehreren Sportgeräten aus Holz, einem Spielplatz und einer Hütte errichtet. Nach rund viermonatigen Eigenarbeiten von Ortsverein und Sportverein Wildenloh sowie unter Mithilfe von Bundeswehr und Bereitschaftspolizei konnte der zweite Trimmpark Wildenloh am 10. Juli 1973 eingeweiht werden, der zweite Muster-Trimmpark in der damaligen Bundesrepublik. Als Laufstrecke wird das Gebiet bis heute intensiv genutzt, unter anderem seit 1981 für die jährliche Laufveranstaltung Lop dwasch dörn Wildenloh. Daneben ist der Wildenloh Naherholungsgebiet für die angrenzenden Oldenburger Stadtteile Eversten und Bloherfelde sowie für die direkt benachbarten Orte Wildenloh, Petersfehn und Friedrichsfehn.

## Staatsforst Wildenloh
Das heutige Waldgebiet des Wildenlohs umfasst rund 190 Hektar und bietet durch unterschiedliche Bodenverhältnisse ein abwechslungsreiches Waldbild. Etwa 40 % der Waldfläche wird von Laubbäumen geprägt, mit über 50 Hektar dominieren die Eichen. Dabei trägt der östlichere „Große Wildenloh“ einen teilweise recht alte Eichen- und Buchenbestand (älteste Eichen fast 220 Jahre alt), der westlichere „Kleinen Wildenloh“ wird von bedeutend jüngeren Eichenbeständen dominiert. Dazwischen befindet sich eine niedriger gelegene, trockengelegte Moorfläche, die um 1900 mit Nadelbaumarten aufgeforstet wurde. 
Am 13. November 1972 erlitt vor allem der „Große Wildenloh“ großflächige Sturmschäden, die in den Folgejahren durch Eichenaufforstungen ausgebessert wurden.

Zuständig ist das Niedersächsische Forstamt Neuenburg (Zetel).

Der Staatsforst Wildenloh ist mit einer Randzone  seit 1957 unter der Nummer WST 00072 als Landschaftsschutzgebiet ausgezeichnet.

## Sage über die Entstehung des Forstes Wildenloh
Der Sage nach entstand der Wildenloh, nachdem die Oldenburger ihre erste Kirche errichtet hatten. Als der Teufel davon erfuhr, beschloss er, die Stadt mitsamt der Kirche mit einem Wald, den er des Nachts bei Zwischenahn aus dem Boden riss, zu zerstören. Der Anbruch des Morgens verhinderte jedoch diesen Plan, und der Teufel musste den ausgerissenen Wald dort fallen lassen, wo sich heute der Wildenloh befindet. Die Stelle aber, an der sich der Wald einst befand, füllte sich mit Wasser und es entstand das Zwischenahner Meer.

## Verkehr
Wildenloh wird von der Stadtbuslinie 309 der Verkehr und Wasser sowie der Überlandbuslinie 380 (Oldenburg–Edewecht–Barßel) der Weser-Ems Bus an den ÖPNV angebunden.